# 17869 Descamps
17869 Descamps este un asteroid din centura principală de asteroizi.

## Descriere
17869 Descamps este un asteroid din centura principală de asteroizi. A fost descoperit pe 20 iunie 1998 la Caussols, în cadrul proiectului ODAS. Asteroidul prezintă o orbită caracterizată de o semiaxă mare de 2,40 ua, o excentricitate de 0,09 și o înclinație de 7,0° în raport cu ecliptica.